# Vidră japoneză de râu
Vidra japoneză de râu (Lutra nippon) este o specie dispărută de vidră cândva larg răspândită în Japonia. A fost văzută inclusiv în Tokyo încă din anii 1880. Populația a început să scadă dramatic în anii 1930 iar mamiferul aproape că a dispărut. De atunci, a mai fost observată doar de câteva ori: în 1964 în Marea Interioară Seto și în Marea Uwa în 1972 și 1973. Ultima observare oficială a speciei a fost în partea sudică a Prefecturii Kōchi când a fost fotografiată la gura de vărsare a râului Shinjo în orașul Susaki. Imediat după aceea a fost declarată ca fiind „Critic Amenințată” pe Lista Roșie Japoneză.  Pe 28 august 2012 vidra japoneză de râu a fost oficial declarată dispărută de Ministerul Mediului din Japonia.

## Caracteristici fizice
La maturitate vidra japoneză de râu avea o lungime cuprinsă între 65 și 80 de cm lungime iar coada măsura între 45 și 50 cm. Avea o blană groasă și fină de culoare maro închis iar labele scurte erau prevăzute cu membrane interdigitale.

## Obiceiuri
Vidra japoneză de râu era un animal nocturn și își părăsea vizuina doar după lăsarea întunericului în căutare de hrană. Revendicând un teritoriu cu un diametru de aproximativ 16 km, își marca teritoriul cu fecale la o distanță de 1,5 – 4 km de fiecare și își stabilea până la trei sau patru cuiburi sub pietre sau în tufișuri. Vidrele erau mereu în mișcare, vizitând fiecare vizuină o dată la trei sau patru zile.

## Dietă
Ca și majoritatea vidrelor, vidra japoneză de râu nu era un mâncător extraordinar de mofturos. Deși se hrănea predominant cu pești, crabi și creveți mai mânca și țipari, insecte, pepene verde și cartofi dulci.

## Încercări de demonstrare a existenței
De-a lungul anilor 1990 au fost câteva încercări de a găsi o vidră japoneză de râu în viață.
În decembrie 1991 Agenția de Mediu a Japoniei în parteneriat cu guvernul prefectural din Kochi au format o echipă de cercetare și au început căutările. În martie 1992 grupul de cercetare a găsit păr și excremente în Prefectura Kochi și se credea ca provin de la o vidră. S-au găsit de asemenea trei urme și încă zece probe de excremente. După analiza unei secțiuni din păr, cercetătorii au determinat că provine de la o vidră. Un oficial al secției de protecție a animalelor sălbatice a agenției a declarat că părul „este o dovadă științifică solidă ce confirmă existența vidrei japoneze”.
În 1994 experți zoologi au vizitat zona în care au fost găsite excrementele. Au găsit rămășițe ale urinei animalului despre care se credea că animalul îl elimină în timpul curtării. Guvernul prefectural din Kochi a montat o cameră cu infraroșu timp de șase luni din octombrie 1994 până în aprilie 1995 într-o încercare de a captura un exemplar pe film dar tot ce au prins pe film au fost alte animale precum enoți.
Între 4 și 9 martie 1996 un grup de oficiali ai grădinilor zoologice, oficiali guvernamentali municipali și iubitori de animale din toată țara au căutat vidra japoneză de râu în zonele în care aceasta a fost observată ultima dată. Zonele căutate au inclus zonele de coastă ale Susaki, zone de-a lungul râului Niyodo între Sakawacho și Inocho precum și în zonele de coastă ale râului Shimato. Nu s-a găsit nicio dovadă a existenței animalului.
Yoshihiko Machida, profesor emerit al Universității din Kochi, a declarat că au fost găsite excremente de vidră în 1999 și că încă ar exista speranța că cel puțin o vidră încă există.

## Alte utilizări
Vidra japoneză a fost folosită ca medicament pentru a ajuta la vindecarea tuberculozei. De obicei, o doză care ar dura aproximativ 40 de zile ar costa aproximativ 300 de dolari americani. Începând cu începutul secolului al XX-lea, blănurile de vidră au fost folosite și în scopuri militare. În 1929, guvernul a înființat „Asociația Vânătorilor”, care a chemat oamenii să vâneze și să jupoaie aceste vidre, care a fost una dintre principalele cauze ale dispariției lor.

## În cultură
Vidra japoneză a fost numită simbolul oficial al prefecturii Ehime din Japonia, o regiune a Japoniei din nord-vestul insulei Shikoku.